# Piura (regio)
Piura (Aymara: Piura; Quechua: Piwra) is een regio van Peru, gelegen in het noorden van het land. De regio heeft een oppervlakte van 35.892 km² en heeft 1.844.129 inwoners (2015). Piura grenst in het noorden aan Ecuador en Tumbes, in het oosten aan Cajamarca, in het zuiden aan Lambayeque en in het westen aan de Grote Oceaan. De hoofdstad is Piura.
Binnen de regio ligt het Illescasschiereiland.

## Bestuurlijke indeling
De regio is verdeeld in acht provincies, die weer zijn onderverdeeld in 65 districten. Achter elke provincie wordt de hoofdplaats genoemd.
| Nr. | Provincie   | Inwoners | Oppervlakte | UBIGEO | Districten | Hoofdplaats | Inwoners |
| --- | ----------- | -------- | ----------- | ------ | ---------- | ----------- | -------- |
| 1   | Ayabaca     | 119.287  | 5.221 km²   | 2002   | 10         | Ayabaca     | 5.985    |
| 2   | Huancabamba | 111.501  | 4.267 km²   | 2003   | 8          | Huancabamba | 7.031    |
| 3   | Morropón    | 162.027  | 3.793 km²   | 2004   | 10         | Chulucanas  | 82.521   |
| 4   | Paita       | 148.289  | 1.729 km²   | 2005   | 7          | Paita       | 145.309  |
| 5   | Piura       | 799.321  | 6.077 km²   | 2001   | 10         | Piura       | 630.244  |
| 6   | Sechura     | 79.177   | 6.312 km²   | 2008   | 6          | Sechura     | 44.590   |
| 7   | Sullana     | 311.454  | 5.459 km²   | 2006   | 8          | Sullana     | 225.615  |
| 8   | Talara      | 144.150  | 2.799 km²   | 2007   | 6          | Talara      | 91.444   |

| Detailkaart |
| ----------- |
|             |
| Provincies  |

Amazonas · Áncash · Apurímac · Arequipa · Ayacucho · Cajamarca · Callao · Cuzco · Huancavelica · Huánuco · Ica · Junín · La Libertad · Lambayeque · Lima · Loreto · Madre de Dios · Moquegua · Pasco · Piura · Puno · San Martín · Tacna · Tumbes · Ucayali

Zelfstandige provincie: Lima